# Murtino
Murtino (makedonska: Муртино) är en ort i Nordmakedonien. Den ligger i kommunen Strumica, i den östra delen av landet, 130 km sydost om huvudstaden Skopje. Murtino ligger 212 meter över havet och antalet invånare är 2 202.